# 楊政龍
楊政龍，JP（1986年5月—），出生於香港，商人楊受成幼子。現任英皇集團副主席、英皇國際副主席、英皇娛樂集團副主席、英皇電影副主席，第十四屆全國政協委員、第十四屆北京市政協委員。

## 生平
2009年加入家族企業英皇集團，最初擔任行政主任，至2018年5月升任集團執行董事，2022年5月任集團副主席，及同系公司英皇國際副主席、英皇娛樂集團副主席、英皇電影副主席，主要負責發展地產、戲院院線、藝人管理、音樂及電影發行業務，並創立英皇電競。
2023年1月1日任香港藝術發展局成員，任期三年。2023年3月1日任文化委員會成員，任期二年。2024年6月28日任海洋公園公司董事局成員，任期兩年。同年7月1日，任非官守太平紳士。
2010年以24歲之齡出任第五屆廣東省深圳市政協委員，是該屆最年輕委員，及後第十四屆全國政協委員，第十三屆、第十四屆北京市政協委員。曾任第三十和第三十一屆香港青年聯會主席。2023年6月12日，任香港民眾安全服務隊九龍區域總指揮（助理處長），2025年2月20日獲委任為民眾安全服務隊高級助理處長(少年事務)。